# Teucrium pseudaroanium
Teucrium pseudaroanium là một loài thực vật có hoa trong họ Hoa môi. Loài này được Parolly, Erdag & Nordt mô tả khoa học đầu tiên năm 2007.